# Кхадга Прасад Шарма Олі
Кхадга Прасад Шарма Олі (неп. खड्ग प्रसाद शर्मा ओली; нар. 22 лютого 1952, Іва-Кханігаун, Терхатхум, Непал) — непальський державний та політичний діяч, член Комуністичної партії Непалу, міністр внутрішніх справ Непалу 30 листопада 1994 — 12 вересня 1995 роках, заступник прем'єр-міністра і міністр закордонних справ Непалу 2 травня 2006 — 1 квітня 2007 роках, прем'єр-міністр Непалу 12 жовтня 2015 — 4 серпня 2016 роках, 15 лютого 2018 — 13 липня 2021 року.
З 1966 року активіст Комуністичної партії Непалу. В 1973—1987 роках він був ув'язнений за свою діяльність.